# Салтијо (Пенсилванија)
Салтијо (енгл. Saltillo) град је у америчкој савезној држави Пенсилванија.

## Демографија
По попису из 2010. године број становника је 346, што је 3 (0,9%) становника више него 2000. године.
| Група             | 2000.       | 2010.       |
| Белци             | 340 (99,1%) | 341 (98,6%) |
| Афроамериканци    | 2 (0,6%)    | 1 (0,3%)    |
| Азијати           | 0 (0,0%)    | 0 (0,0%)    |
| Хиспаноамериканци | 0 (0,0%)    | 1 (0,3%)    |
| Укупно            | 343         | 346         |